# Antigen specifičan za prostatu
Antigen specifičan za prostatu (PSA, prostate-specific antigen) je glikoprotein, prvi puta izoliran 1979. godine iz ekstrakta humane prostate. Normalno se luči iz epitela prostate, no izlučuju ga i stanice raka prostate. Jedini je tumorski biljeg kojeg se, uz klinički pregled, preporučuje pri pregledu muškaraca starije dobi za rano otkrivanje raka prostate, a može biti povišen i kod benignih bolesti, poput akutnog prostatitisa ili benigne hiperplazije prostate ili nekih bolesti spolnog i mokraćnog sustava.
Najveća klinička važnost mu je u praćenju tijeka bolesti, jer značajno povećane koncentracije daju i do šest mjeseci prije ostalih dijagnostičkih postupaka indikaciju tumorskog rasta. S godinama razina PSA u krvi raste, pa je tako kod muškaraca starosti 40 do 49 godina manja od 2,5 mg/L, a kod muškaraca dobi između 60 i 69 godina niža od 4,5 mg/L.
Njegove vrijednosti u krvi povećavaju se i nakon pregleda ili biopsije prostate, pa se mjerenje PSA treba napraviti nakon više dana od fizičkog nadraživanja prostate.